# Kazimierz Poschinger
Kazimierz Poschinger, od 1953 Poszinger (ur. 4 marca 1898 we Lwowie, zm. 11 lipca 1956 w Sanoku) – major piechoty Wojska Polskiego, kawaler Orderu Virtuti Militari.

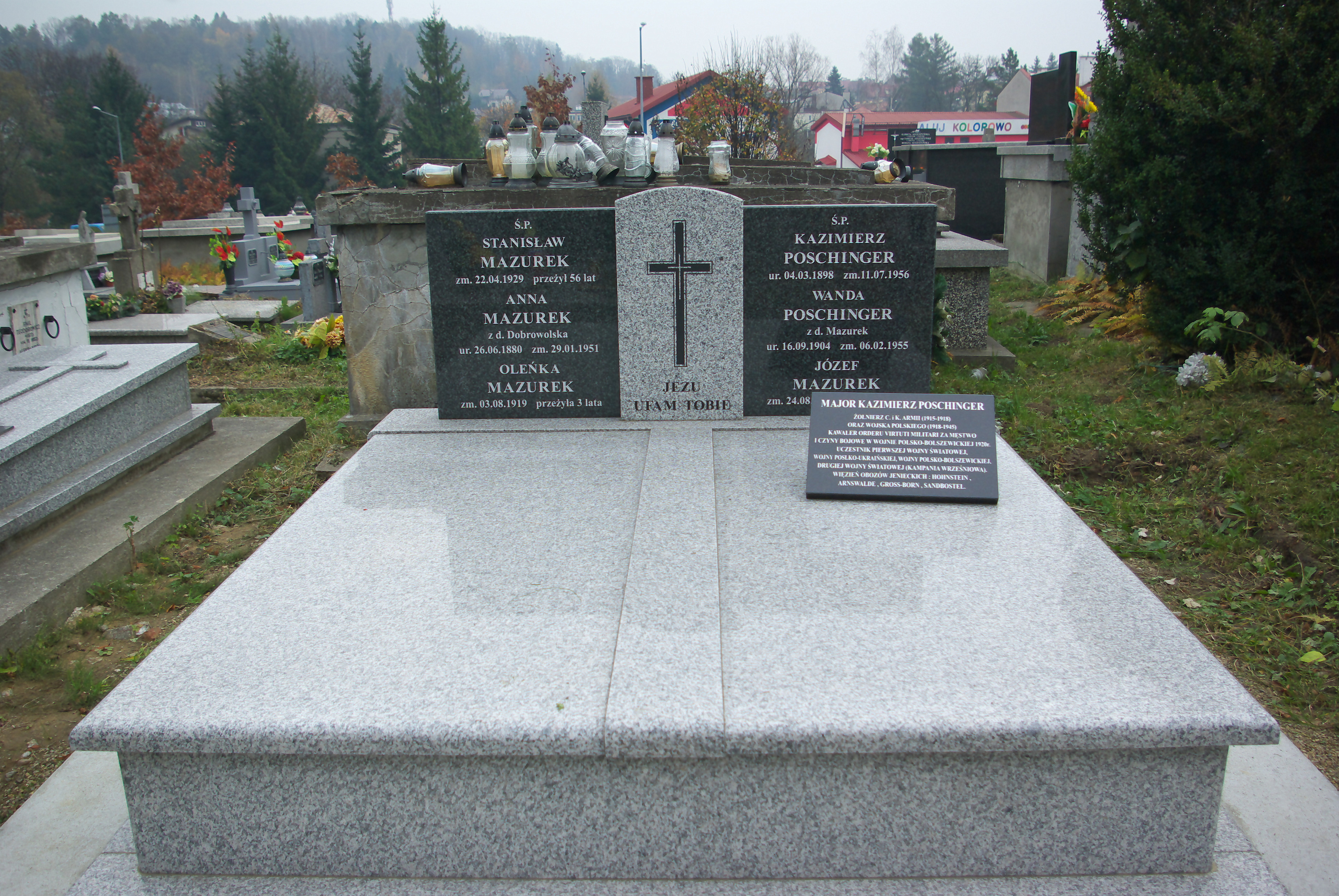
Grobowiec Kazimierza Poschingera

## Życiorys
Urodził się 4 marca 1898 we Lwowie w rodzinie Jana (urzędnika C. K., skarbnika polskiej organizacji narodowej w Stanisławowie, w 1911 zastępcy kierownika VII sekcji Towarzystwa Wzajemnego Kredytu tamże, działacza tamtejszego TSL) i Kazimiery z domu Mszaneckiej. Miał siostrę Annę (ur. 1896, zamężna z Karolem Pasternakiem, także oficerem Wojska Polskiego).
Ukończył szkołę powszechną, a następnie kontynuował naukę w gimnazjach w Stanisławowie: C. K. I Gimnazjum z polskim językiem wykładowym (II klasa do 1910), C. K. II Gimnazjum z polskim językiem wykładowym (VI klasa do 1914). Podczas nauki szkolnej należał do XXIV Drużyny Strzeleckiej. 
Po wybuchu I wojny światowej, która przerwała jego edukację, powrócił z wakacji na Węgrzech do Stanisławowa, następnie z Drużynami Strzeleckimi udał się do Krakowa, skąd został odesłany do Stanisławowa. Tam po wkroczeniu Rosjan ukrywał się do 1915, a następnie został aresztowany przez Austriaków i wcielony do C. K. Armii. Jesienią tego roku zwolniono go ze służby (miał stopień szeregowego), po czym mógł dokończył naukę w stanisławowskim gimnazjum i zdać egzamin maturalny. Wówczas ponownie trafił do C. K. Armii w szeregi 55 Pułku Piechoty, a jednocześnie uczył się w szkole oficerskiej XI Korpusu. 15 września 1916 na stanowisku dowódcy plutonu oddelegowano go na front, na tereny rumuńskie, włoskie. W tym czasie kolejno odbywał kursy (kurs obsługi działek piechoty, miotaczy min, gazowy) i zyskiwał umiejętności, co zaowocowało awansem do stopnia chorążego w październiku 1917, a wkrótce potem do stopnia podporucznika 1 lutego 1918. Pod koniec wojny został wysłany pierwotnie do Albanii, lecz w listopadzie czas zakończenia walk zastał go w Sanoku.
Tam był ochotnikiem 3 Batalionu Strzelców Sanockich i brał udział w wojnie polsko-ukraińskiej 1918–1919. Następnie batalion wcielono do powstałego 18 pułku piechoty, w szeregach którego Poschinger uczestniczył w wojnie polsko-bolszewickiej. W czasie działań wojennych podporucznik walczył w obronie mostu na Bugu nieopodal miejscowości Serpelice. W rejonie Hołowczyc, 8 sierpnia 1920, wraz z kompanią odparł atak bolszewików, wykazując się męstwem, a przy tym został ranny i trafił do szpitala. Po rekonwalescencji został referentem w Dowództwie Okręgu Generalnego Łódź. Został awansowany do stopnia porucznika piechoty ze starszeństwem z 1 czerwca 1919. 27 sierpnia 1920 jego przełożeni z 18 pułku piechoty złożyli wniosek o nadanie mu Orderu Virtuti Militari, co zostało zrealizowane 17 czerwca 1922 w Koninie, gdy za wyjątkowe męstwo i czyny bojowe w wojnie polsko-bolszewickiej 1920, marszałek Józef Piłsudski uhonorował Kazimierza Poschingera Krzyżem Srebrnym Orderu Wojskowego Virtuti Militari (nr 2457), a dekoracji dokonał osobiście Józef Piłsudski. W 1923, 1924 pozostawał oficerem 18 pułku piechoty, w okresie pokoju stacjonującym w garnizonie Skierniewice. W tym czasie odbył kurs łączności w Centrum Szkolenia Łączności w Zegrzu, przeszkolenie młodszych oficerów piechoty, kurs aplikacyjny czołgów i samolotów. 4 sierpnia 1929 mianowano go dowódcą plutonu łączności w 18 pułku piechoty, w którym służył do 1927. Został awansowany do stopnia kapitana piechoty ze starszeństwem z dniem 1 stycznia 1927 (w 1928 był zweryfikowany z lokatą 94, w 1932 z lokatą 80). 14 maja 1928 otrzymał przydział służbowy do 35 pułku Piechoty, stacjonującym w Brześciu, w szeregach którego służył pierwotnie do 1936. Wówczas ukończył kurs dowódców kompanii karabinów maszynowych w Centralnej Szkole Strzelniczej w Toruniu, po czym został dowódcą kompanii karabinów maszynowych. W styczniu 1936 został awansowany do stopnia majora piechoty. Od kwietnia do października 1936 służył w 55 Poznańskim pułku piechoty, stacjonującym w Lesznie, po czym powrócił do 35 pułku piechoty, w którym mianowano go dowódcą II, a później I batalionu.
Po wybuchu II wojny światowej we wrześniu 1939 uczestniczył w polskiej wojnie obronnej w szeregach 35 pułku piechoty, który wchodził w skład 9 Dywizji Piechoty walczącej w Armii „Pomorze”. Pułk uczestniczył w walkach w rejonie Bydgoszczy i Borów Tucholskich. 20 września 1939 Poschinger trafił do niemieckiej niewoli. Przez cały okres wojny był osadzony w obozach jenieckich (Oflag) dla oficerów: Oflag IV A Hohnstein, Oflag II B Arnswalde, Oflag II D Gross-Born, Oflag X A Sandbostel. Z uwagi na niemieckobrzmiące nazwisko majora Poschingera, Niemcy złożyli mu propozycję podpisania Volkslisty (w tym samym czasie namawiano do tego samego jego żonę w Sanoku, przekonując ją kłamliwie o tym, iż jej mąż rzekomo już to uczynił). Mimo zabiegów okupanta Poschingerowie pozostali nieugięci. Po zakończeniu wojny, przez dwa lata przebywał na terenie nowych Niemiec, po czym w 1947 powrócił do Polski do Sanoka, skąd wskutek braku zatrudnienia wyjechał krótkotrwale do Wrocławia, skąd powrócił do Sanoka z tego samego powodu. W mieście pozostał do końca życia.
15 listopada 1923 w Sanoku poślubił Wandę Mazurek (1904–1955; świadkami na ich ślubie byli oficerowie Franciszek Stutzmann i ww. Karol Pasternak). Mieli dwie córki: Janinę (1925-1986, po mężu Mękarska) i Ewę (ur. 1930). W Sanoku rodzina Poschingerów zamieszkiwała przy ulicy Bartosza Głowackiego 7.
16 marca 1953 ogłoszono zmianę jego nazwiska z „Poschinger” na „Poszinger”. Zmarł 11 lipca 1956 w Sanoku. Został pochowany 13 lipca 1956 w grobowcu rodzin Mazurek i Poschinger na Cmentarzu Centralnym przy ul. Rymanowskiej w Sanoku (sektor 5, dzielnica 1-2-10).

## Ordery i odznaczenia
- Krzyż Srebrny Orderu Virtuti Militari[16] nr 2457 (17 czerwca 1922)[17]
- Srebrny Krzyż Zasługi (19 marca 1935)[29][30]
- Medal Pamiątkowy za Wojnę 1918–1921
- Medal Dziesięciolecia Odzyskanej Niepodległości